# 肇輝臺

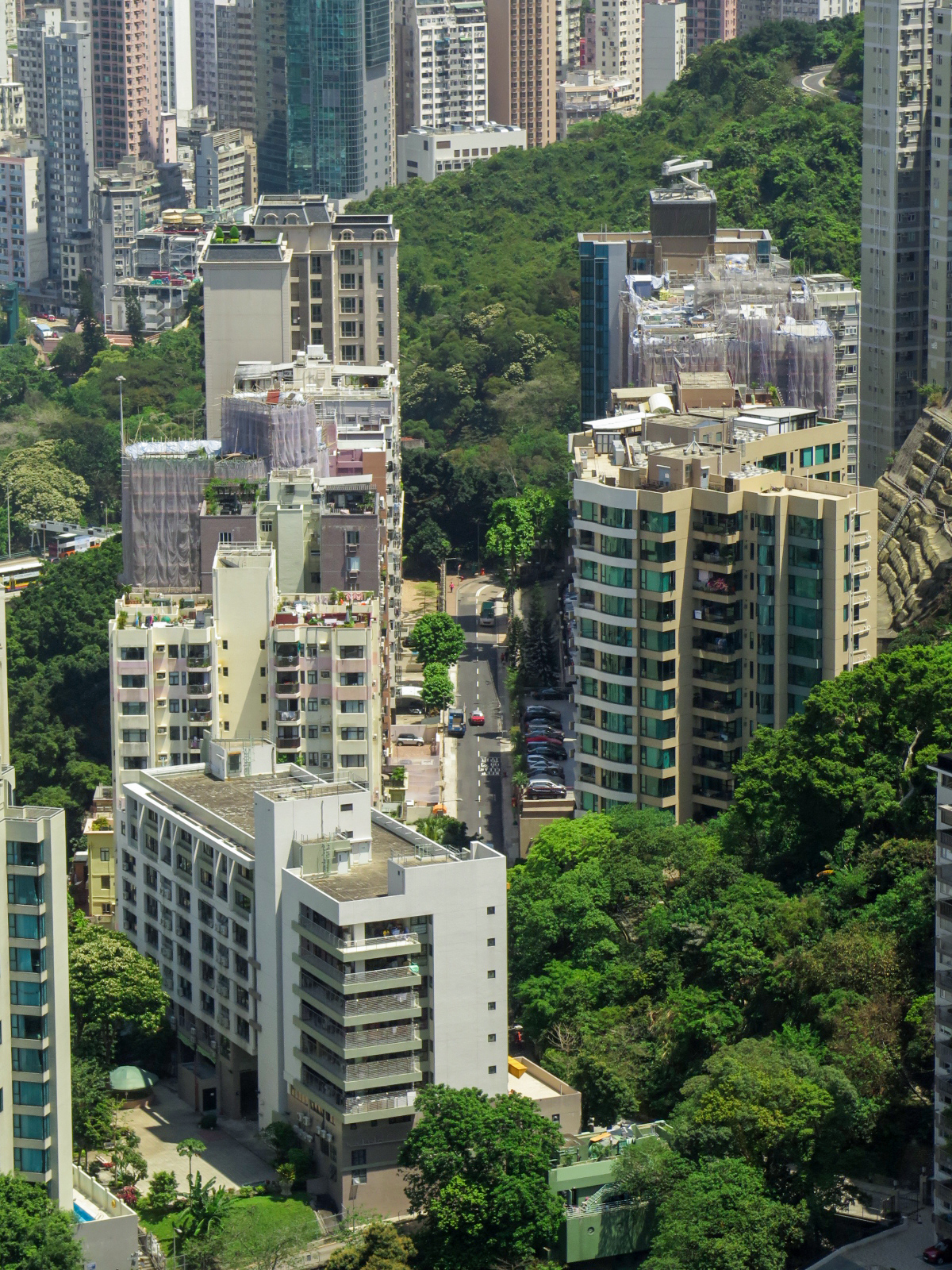
肇輝臺的住宅

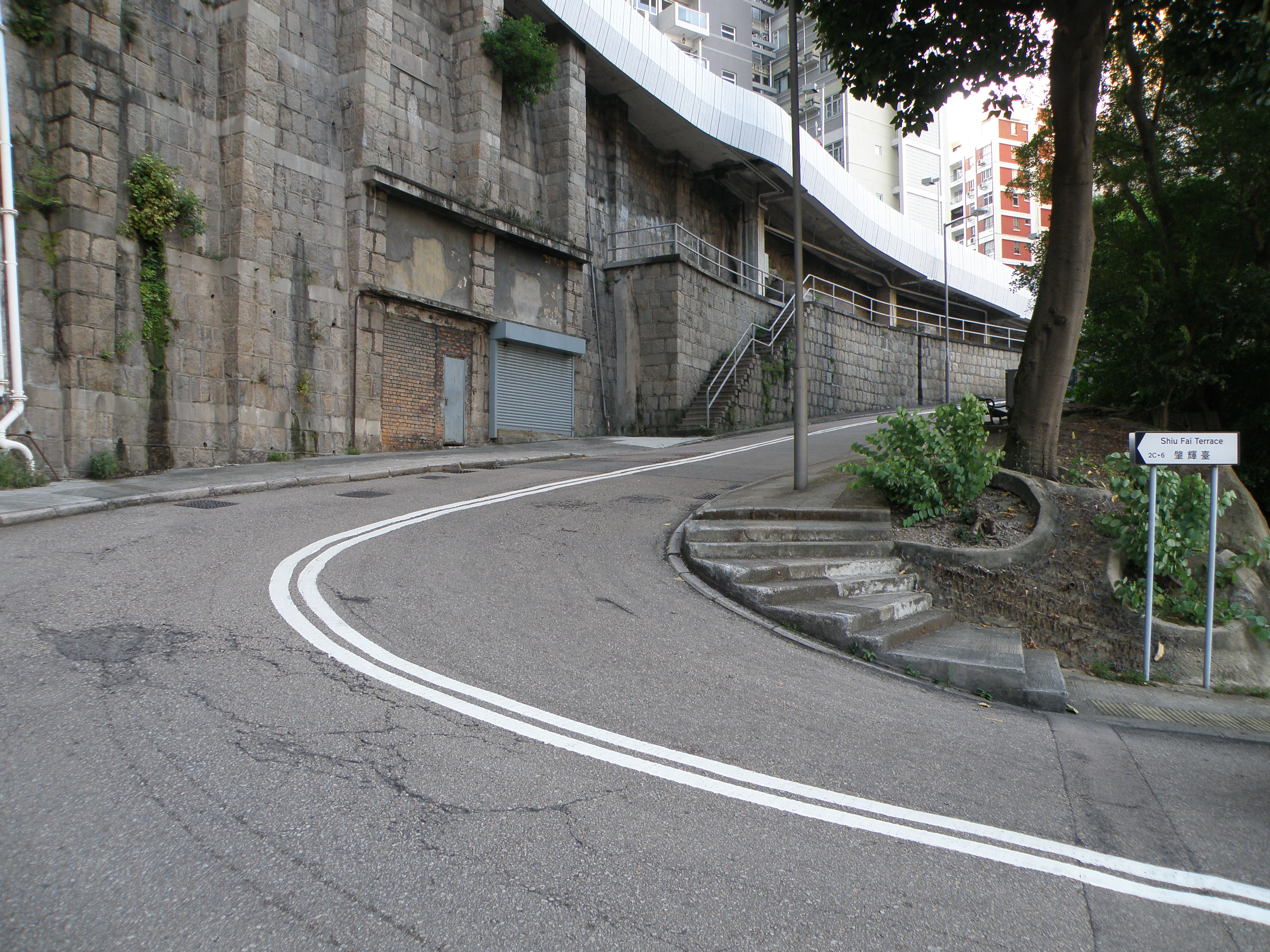
肇輝臺出入口

肇輝臺（英語：Shiu Fai Terrace）是一個香港島半山的傳統豪華住宅屋苑，坐落於跑馬地天主教墳場以西的山丘之上，並以灣仔區通往山頂的司徒拔道作出入口。肇輝臺内均爲中低密度的住宅項目，另有環境幽靜的內街，儼如小型社區。由於屋苑景觀開揚，住戶能看到跑馬地馬場、寶雲道、灣仔等景色。
此街區由商人簡孔昭（字肇輝，為南洋兄弟煙草創辦股東之一）命名。道路沿線乃傳統的豪宅地段。

## 住宅
- 肇輝臺6號
- 文華新邨
- 御堡
- 滿輝大廈

## 學校
- 高主教書院小學部